# Daniel Cambronero
Daniel Cambronero Solano (ur. 8 stycznia 1986 w San José) – kostarykański piłkarz występujący na pozycji bramkarza. Zawodnik klubu CS Herediano.

## Kariera klubowa
Cambronero karierę rozpoczynał w 2007 roku w zespole Puntarenas FC. Spędził tam dwa lata, a potem przez kolejne dwa grał w Universidadzie de Costa Rica. W 2011 roku został graczem klubu CS Herediano. W sezonie 2011/2012 wywalczył z nim mistrzostwo fazy Verano.

## Kariera reprezentacyjna
W reprezentacji Kostaryki Cambronero zadebiutował w 2009 roku. W tym samym roku został powołany do kadry na Złoty Puchar CONCACAF. Nie zagrał jednak na nim w żadnym meczu, a Kostaryka odpadła z turnieju w półfinale.